# Velimir Perasović
Velimir Perasović (Stobreč, 9. veljače 1965.), hrvatski košarkaš i košarkaški trener.

## Životopis
Bio je član KK Jugoplastike iz Splita. S Tonijem Kukočem i Dinom Rađom, uz trenera Božidara Maljkovića i ostale suigrače, osvojio je naslove Kupa europskih prvaka u sezonama 1988./89., 1989./90., 1990./91. te prvenstva države u iste tri sezone. 
S hrvatskom košarkaškom reprezentacijom, osvojio je srebrnu medalju na Olimpijskim igrama u Barceloni 1992.
S 27 godina otišao je u Španjolsku i tamo odigrao 11 košarkaških sezona. Igrao je jednu godinu za Breoganu, četiri za Taugres, pet za Fuenlabradu i posljednju u Alicanteu. Pet puta bio je najbolji strijelac španjolske lige.
Nakon završetka igračke karijere, prvo je bio sportski direktor KK Split. Zatim je započeo trenersku karijeru u španjolskom košarkaškom klubu Caja San Fernando, no nije se dugo zadržao. Kao trener kluba Tau Cerámica, osvojio je španjolski Kup Kralja 2006. U veljači 2007. završio je u bolnici zbog prevelikog stresa. Od 2008. trener je Cibone iz Zagreba, s kojom je u sezoni 2008./2009. osvojio Prvenstvo Hrvatske i Kup Krešimira Ćosića.
Kao član reprezentacije 1992. godine dobitnik je Državne nagrade za šport "Franjo Bučar". U glasovanju čitatelja i suradnika portala Kosarka.hr, Perasović je dobio nagradu za najboljeg trenera sezone 2008./09.
Nakon što je s Cibonom osvojio Prvenstvo Hrvatske 2010. godine, preuzeo je vodstvo turskog Efes Pilsena u kojem je ostao do pred kraj 2011. godine. Krajem siječnja 2012. godine, Velimir Perasović se vraća u Španjolsku i preuzima trenersku klupu Valencije. U 2015. preuzima klupu Saski Baskonije i postaje izbornik Hrvatske. 

## Vanjske poveznice
- Profil na NLB.com

|  |